# Adelheidis-Brunnen

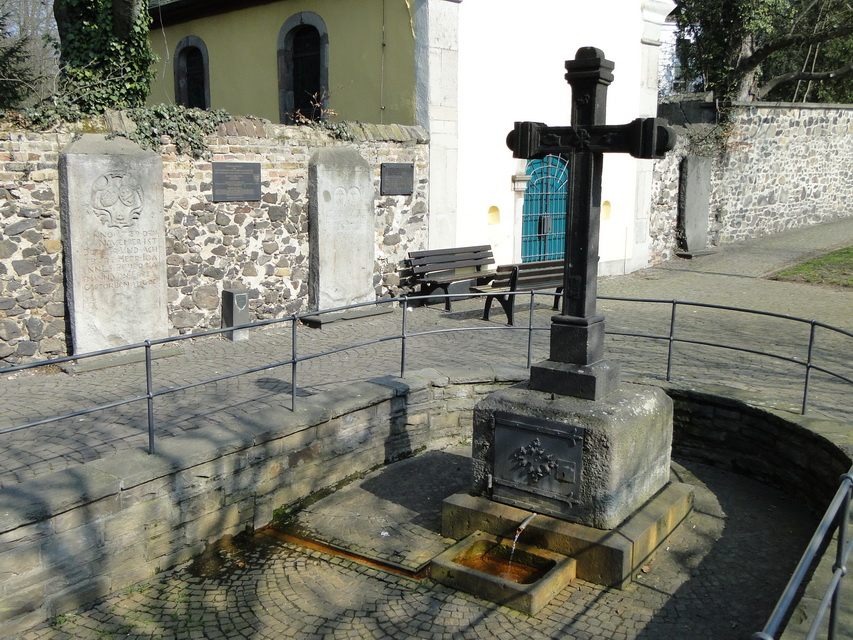
Der Adelheidis-Brunnen, an dem noch heute Gläubige ihre Augen auswaschen. Im Hintergrund befindet sich die Adelheidis-Kapelle

Der Adelheidis-Brunnen (auch: St. Adelheidis-Brunnen oder Adelheid-Brunnen) befindet sich im Bonner Ortsteil Pützchen-Bechlinghoven am Adelheidisplatz. Der Brunnen fasst eine Quelle, die hier der Legende nach seit dem Jahr 1003 existiert. In seiner heutigen Form gibt es den Brunnen seit Mitte des 17. Jahrhunderts. Er ist seit Jahrhunderten ein bedeutender Wallfahrtsort der Region und steht mit dem zugehörigen Steinkreuz unter Denkmalschutz.

## Geschichte
Die später heiliggesprochene Adelheid von Vilich, Äbtissin des 987 errichteten Stifts in Vilich, soll einer Legende zufolge im Dürrejahr 1003 bei einer Bittprozession mit ihrem Äbtissinnenstab in den Boden des rund zwei Kilometer von ihrem Kloster entfernt gelegenen Ortes gestoßen und so für die unter Wasserknappheit leidenden Anwohner eine Wasserquelle geschaffen haben. Der Vorgang wird in der katholischen Kirche als Wunder (Quellwunder) angesehen.

### Wallfahrtsziel
Es ist unbekannt, wann die ersten Wallfahrten zur Quelle begannen. Bereits im Mittelalter betreuten Eremiten hier Wallfahrer. Für das Jahr 1669 wird der in der Einsiedelei lebende Wilhelm Bascha benannt. Später war am Brunnen ein von der Vilicher Äbtissin eingesetzter Geistlicher tätig. Vermutlich im 17. Jahrhundert wurde die Adelheidis-Kapelle an der Quelle errichtet. Im Jahr 1688 übertrug der kurpfälzische Pfalzgraf Johann Wilhelm von Pfalz-Neuburg diese Wallfahrtskapelle dem Karmeliterorden. Die heute hier stehende Kapelle trägt die Jahreszahl 1769. Anfang des 18. Jahrhunderts errichtete der Orden wegen der Zunahme an Wallfahrern in Pützchen das Kloster St. Joseph. Im Jahr 1724 begann der Bau der Kloster- und Wallfahrtskirche St. Adelheid am Pützchen.
Seit dem 17. Jahrhundert war der Brunnen anstatt des Vilicher St.-Adelheidis-Stifts zunehmend zum Ziel von Pilgern geworden – nachdem der Verlust der Adelheid-Reliquien aus der Stiftskirche St. Peter des Vilicher Klosters bekannt geworden war. Unter den Karmelitern wurde die Wallfahrt vom 5. Februar, dem Todestag Adelheids, auf den 8. September, das Fest von Mariä Geburt verlegt. Die Wallfahrtsoktav dauert eine Woche, sie beginnt jeweils samstags mit der Brunnenweihe und endet am Sonntagabend mit einer Lichterprozession. Die Prozessionen kamen aus der näheren und ferneren Umgebung; die alljährlich größte Prozession kam aus Köln, die weiteste Strecke legten Gläubige aus Frankreich zurück.
Bereits im Mittelalter entstanden rund um den Brunnen Gasthäuser und Märkte. Aus ihnen entwickelte sich ein Jahrmarkt, heute eines der größten Volksfeste im Rheinland. Pützchens Markt findet jährlich im September statt. Viele Besucher verbinden den Aufenthalt beim Fest mit einem Besuch des Brunnens:

„Zuerst geht es zum Brünnchen und dann auf Pützchen“

Am Brunnen waschen sich Gläubige traditionell mit dem Brunnenwasser die Augen aus. Dem alaunhaltigen Wasser wird eine heilende Wirkung bei Augenkrankheiten zugesprochen. Der Legende nach sollen hier sogar Blinde das Sehvermögen wiedergewonnen haben.

### Wissenschaftliche Beurteilung
Im Allgemeinen liegt das Grundwasser in der Gegend bis zu zwölf Meter tief, an manchen Stellen führen Wasserleiter aber bis knapp unter die Erdoberfläche. An der Stelle der Quelle am Nordhang des Ennert-Höhenzuges verläuft eine solche wasserführende Grundwasserlage oberhalb einer Tonschicht Richtung Nordwesten zur Siegmündung. Ein Durchstoßen der Deckschicht ist möglich.
Eine der Legende nach erfolgende Versorgung einer größeren Anzahl von Menschen und Tieren durch die Quelle wird dagegen als nicht realistisch angesehen. Der Klimatologe Karsten Brandt stellte bei einer Untersuchung im Jahr 2015 fest, dass die Quelle nur zwischen sechs und sieben Liter Wasser pro Minute abgibt.
Eine medizinisch belegbare Wirkung des Wassers ist nicht festzustellen. Das Wasser stammt wahrscheinlich aus einer Basaltschicht nördlich des Ennert und riecht nach faulen Eiern. Dieser Geruch entsteht bei der Umwandlung von Sulfat in Sulfid, dabei entstehe Schwefelwasserstoff. Gesundheitsfördernd sei das nicht. Am Brunnen ist ein Schild „Kein Trinkwasser“ angebracht.

## Brunnen und Kreuz
Im Jahr 1684 wurde der Brunnen mit einem quadratischen, drei Meter tiefen Becken angelegt. 1694 erhielt er eine barocke Fassung. 1864 erfolgte eine Restaurierung, bei der Brunnen und Quellkammer vermutlich höher gelegt wurden. 1989 kam es zu einer Grundsanierung der Anlage.
Ein über der Quellkammer stehendes Wegekreuz wurde ebenfalls 1684 errichtet. Es enthielt die Stifterinitialen und eine Datierung aus diesem Jahr. Im Zweiten Weltkrieg wurde es zerstört und nach dem Krieg durch ein Holzkreuz ersetzt. 1959 wurde es in alter Form  wiederhergestellt. Das Kreuz ist aus Trachyt gefertigt. Es zeigt die Stigmata Christi in Flachrelief, die Kreuzarme enden gerundet und sind mit je zwei Ringen belegt. Die Stifterinitialen H I W C P sind in der Schriftart Capitalis monumentalis ausgeführt. Bei der Wiedererrichtung im Jahr 1959 wurde zwar die alte Form gewählt und die Initialen übernommen, aber die Jahreszahl weggelassen.
Nach Johann Ignaz Schmitz-Reinhart bedeutet die Inschrift:

„H(ERZOG) I(OHANNES) W(ILHELMVS) C(OMES) P(ALATINVS)“

Die Interpretation mit dem Verweis auf Johann Wilhelm von Pfalz-Neuburg als Stifter ist umstritten, da die Initialen in der Auslegung eine Mischung von deutschen und lateinischen Ausdrücken enthalten. Als gesichert gilt dagegen, dass Johann Wilhelm als damaliger Herzog von Jülich und Berg der Landesherr war, der den Adelheidis-Brunnen herrichten ließ, als sich die Adelheidis-Wallfahrt zunehmend vom Grab der Heiligen in Vilich nach Pützchen verlagerte.

## Die Bezeichnung Pützchen
Die Flurbezeichnung und der spätere Name des Ortsteils geht auf die Adelheidis-Quelle zurück. Der Ausdruck Pütz bezeichnet im rheinischen Sprachgebrauch eine Quelle; der Begriff basiert auf dem lateinischen Wort Putues (Brunnen).
Die erste urkundliche Erwähnung des Ortes stammt aus dem Jahr 1367, damals noch ohne die Bezeichnung Pützchen: „bi sente Aleyde borne“ (Adelheidisborn). Der heutige Name wurde erstmals 1749 benutzt („Adelheidis Pützgen“).